# Liste schwäbischer Adelsgeschlechter/P

## P
| Name                          | Stammsitz                       | Stand                                                    | Anmerkungen zu Geschichte und Verbreitung                                                                                                  | Mitgliedschaft in Adelsvereinigungen, Bündnissen oder Matrikeln | Links zu relevanten Bildergalerien | Wappen                  |
| ----------------------------- | ------------------------------- | -------------------------------------------------------- | --- | --------------------------------------------------------------- | ---------------------------------- | ----------------------- |
| Pappenheim                    | Biberbach (Schwaben)            |                                                          | | Leitbracken                                                     |                                    | Scheibler Siebmacher    |
| Pfahlheim                     | Pfahlheim                       | Ministeriale des Klosters Ellwangen                      | Ortsadel mit einem Konrad von Pfahlheim 1218 beurkundet; zwei Burgställe am Ort wurde im 15. Jahrhundert an das Kloster Ellwangen verkauft | Leitbracken                                                     |                                    | Scheibler Siebmacher    |
| Pfau von Rieperg bzw. Rüppurr | Rüppurr                         | Edelknechte, badische Lehnsleute                         | Linie Staufenberg (um 1530 erloschen), Obermönsheim (ab 1584), Mannesstamm erloschen 1782                                                  |                                                                 |                                    | Siebmacher              |
| Pfersee                       | Pfersee                         | bischöfliche Ministerialen                               | Ortsadel von Pfersee ist bis 14. Jh. erwähnt                                                                                               | Leitbracken                                                     |                                    | Ingeram-Codex Scheibler |
| Pfuser von Nordstetten        | Nordstetten                     | hohenbergische Ministerialen                             | Weitenburg (15. Jh.), Johann Pfuser von Nordstetten († 1491) Abt des Klosters Reichenau                                                    | Leitbracken                                                     |                                    | Scheibler               |
| Plattenhardt                  | Burg Plattenhardt (Filderstadt) | Ritter                                                   | Nebenlinie derer von Bernhausen; im 14. Jahrhundert erloschen                                                                              |                                                                 |                                    |                         |
| Plieningen                    | Plieningen                      | Ministerialen der Pfalzgrafen von Tübingen, Reichsritter | erwähnt im 13. Jahrhundert; Schaubeck (ab 1480), Hohenstein, Mannesstamm erloschen 1645                                                    | Leitbracken Kanton Kocher                                       |                                    | Scheibler Siebmacher    |
| Plochingen                    | Plochingen                      |                                                          | | Leitbracken                                                     |                                    | Ingeram-Codex           |